# Івангород
Іванго́род (рос. Ивангород, ест. Jaanilinn, фін. Iivananlinna, водськ. Jaanilidna) — місто (з 1954) обласного підпорядкування на північному заході Росії, у Ленінградській області.
Населення — 9,5 тис. осіб (2024), площа — 7,7 км².
Місто розташовано на правому (східному) березі річки Нарви (навпроти естонського міста Нарва), за 159 км на захід від Санкт-Петербурга.
До 1945 року місто входило до складу Естонії і носило назву Jaanilinn.

## Назва
- Іванго́род (рос. Ивангород) — російська назва.
- Яанілінн (ест. Jaanilinn) — естонська перекладна назва.
- Іівананлінна (фін. Iivananlinna) — фінська перекладна назва.
- Йоганнштадт (нім. Johannstadt) — німецька перекладна назва.

## Історія
Івангород був заснований в 1492 році московським князем Іваном III Васильовичем як фортеця і названий на його честь. В німецьких документах кінця XV століття був відомий як «контр-Нарва». Івангородська фортеця з потужними кам'яними стінами і десятьма вежами — перша московська оборонна споруда прямокутного плану (1492–1610).
В XVI ст. Івангород неодноразово піддавався нападам зі сторони німців, шведів і поляків. В 1581–1590 (після Лівонської війни) і в 1612–1704 (в результаті невиконання Московським царством умов Виборзького трактату та відповідно до умов Столбовського миру) перебував під владою шведів.
В 1704 році місто було захоплене військами Московського царства в ході Великої Північної війни. Після закінчення Північної війни військове значення Івангородської фортеці поступово зійшло нанівець, а місто втратило статус самостійного населеного пункту і стало вважатися форштадтом (передмістям) Нарви.
У 1920 році відповідно до умов Тартуського мирного договору Івангород перейшов Естонії. Після окупації Естонії Радянським Союзом у 1940 році місто залишалось в межах адміністративних кордонів новоствореної Естонської РСР.
З 1941 по 1944 рік Івангород був окупований нацистською Німеччиною і підпорядкований адміністрації рейхскомісаріату Остланд.
24 листопада 1944 року було встановлено кордон між Естонською РСР та РРФСР по річці Нарві, в результаті чого Івангород і Нарва опинилися в різних республіках. Це стало приводом для відновлення Івангорода в статусі самостійного населеного пункту.

## Населення
| 1947 | 1959  | 1970  | 1979  | 1989  | 2002  | 2008  | 2010 | 2020 |
| ---- | ----- | ----- | ----- | ----- | ----- | ----- | ---- | ---- |
| 1838 | 14432 | 11620 | 10706 | 11833 | 11206 | 10922 | 9854 | 9486 |

## Галерея

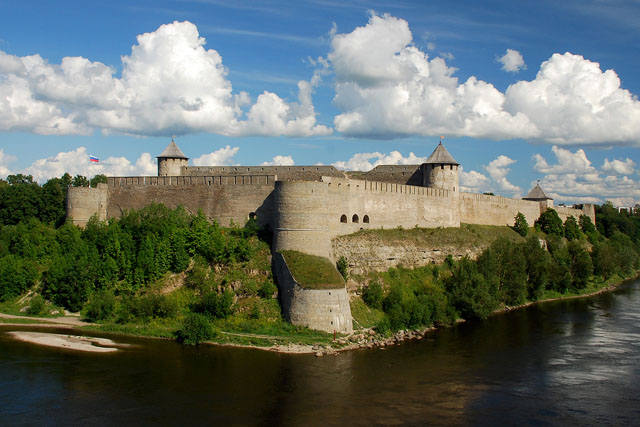
Івангородська фортеця
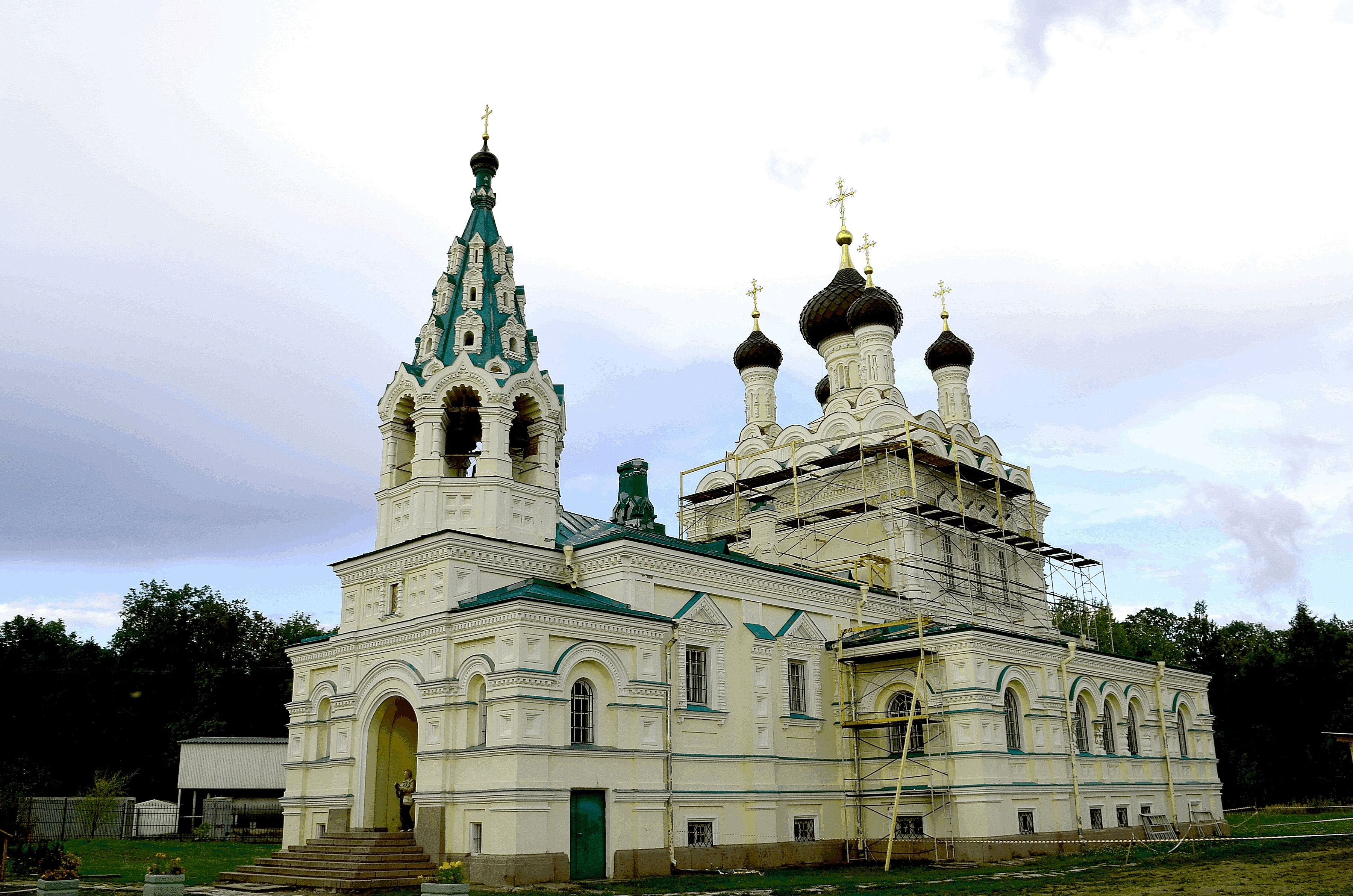
Церква Святої Трійці
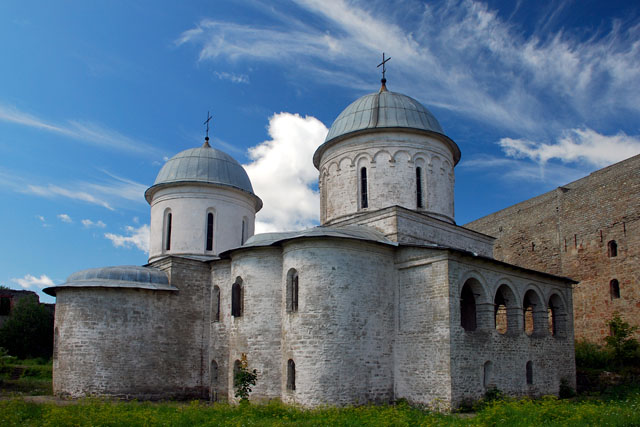
Успенська церква
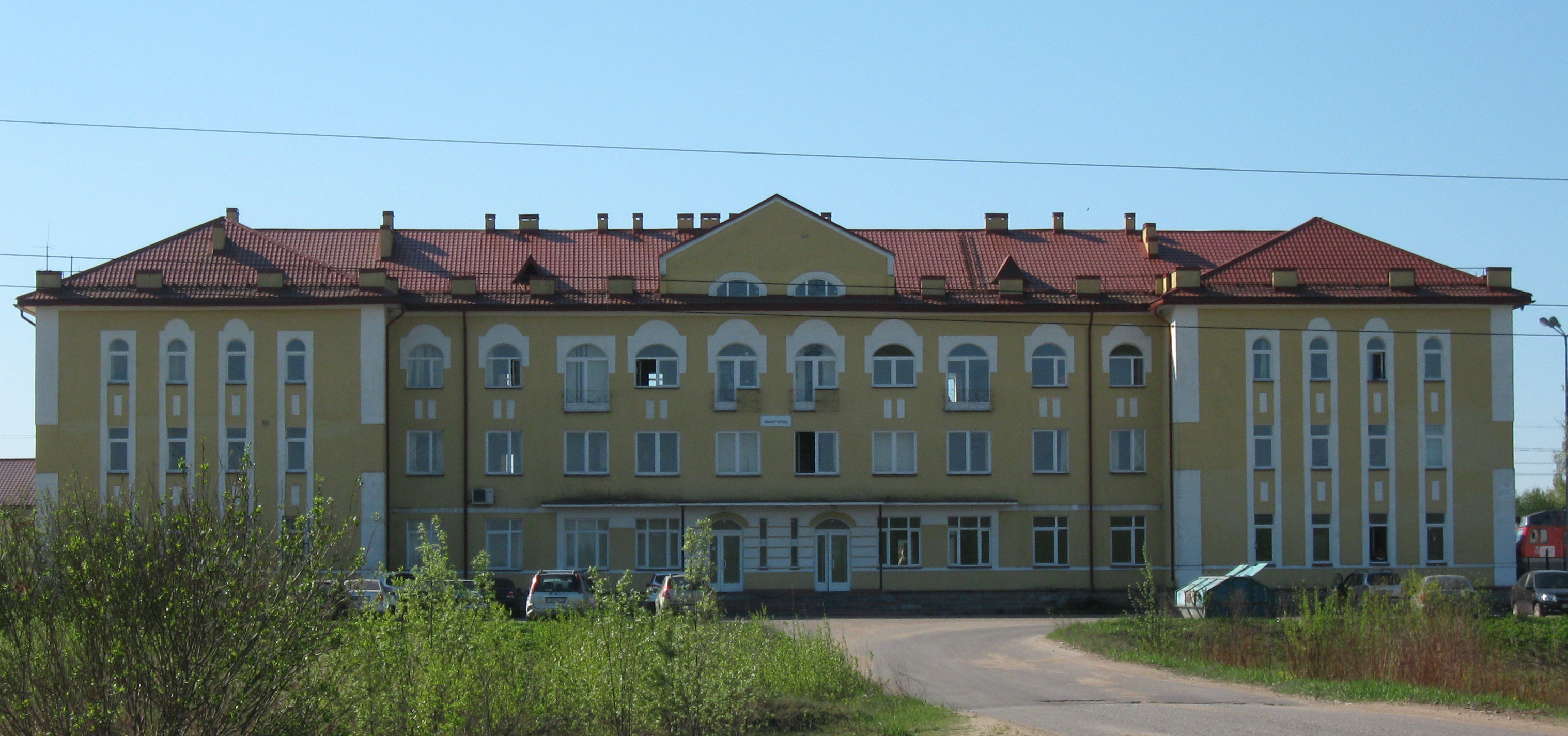
Залізничний вокзал